# 千本義定
千本 義定（せんぼん よしさだ）は、安土桃山時代から江戸時代前期にかけての武将・旗本。

## 生涯

### 豊臣政権時代
天正13年（1585年）12月、千本氏の当主である千本資俊・資政父子が大関高増の謀略で殺害され、茂木義政が名跡を継ぎ千本義隆と名乗った。これが義定の父である。
天正18年（1590年）、小田原征伐には豊臣方に属し、父と共に参戦し下野国芳賀郡内2,070石を賜る。また、文禄の役でも父と共に名護屋城に在陣したが渡海はしなかった。

### 関ヶ原の戦い
慶長5年（1600年）の関ヶ原の戦いでは、母らを江戸に人質に差し出し、東軍に属して下野に着陣した徳川家康の下に参じ郷義弘の刀を与えられた。その後も上杉景勝の備えとして、大関資増、岡部長盛、服部保英と黒羽城を守り所領を安堵され、同年に300石を加増された。
慶長6年（1601年）、陸奥国岩城富岡の竹貫重光追討に赴きその功により、翌慶長7年（1602年）に1,000石加増され、義定の所領は3,370石余となる。また、同年に子・義昌も500石を与えられている。

### 晩年
慶長19年（1614年）の大坂冬の陣では、本多正信隊に属し平野口を守備し、慶長20年（1615年）の大坂夏の陣でも本多正信隊に属し河内国須那を守備し、落武者の首級58を挙げる。元和8年（1622年）8月、永井直勝の下、最上義俊並びに本多正純に改易を申渡す使者として赴く。元和9年（1623年）9月9日、徳川家光の上洛に供し、同地で没する。享年59。
嫡男の義昌は既に500石の采地を賜っていたが、病の為に孫の義等（よしとも）が家督を相続し、義定と義昌の所領を合わせて3875石を領し、伊王野資友の娘を娶ったが子が生まれず、当時の末期養子の禁により改易となったが、弟・和隆（なおたか）が200石（後に1,050石）で再興させ、明治維新に至る。